# Midge Ure

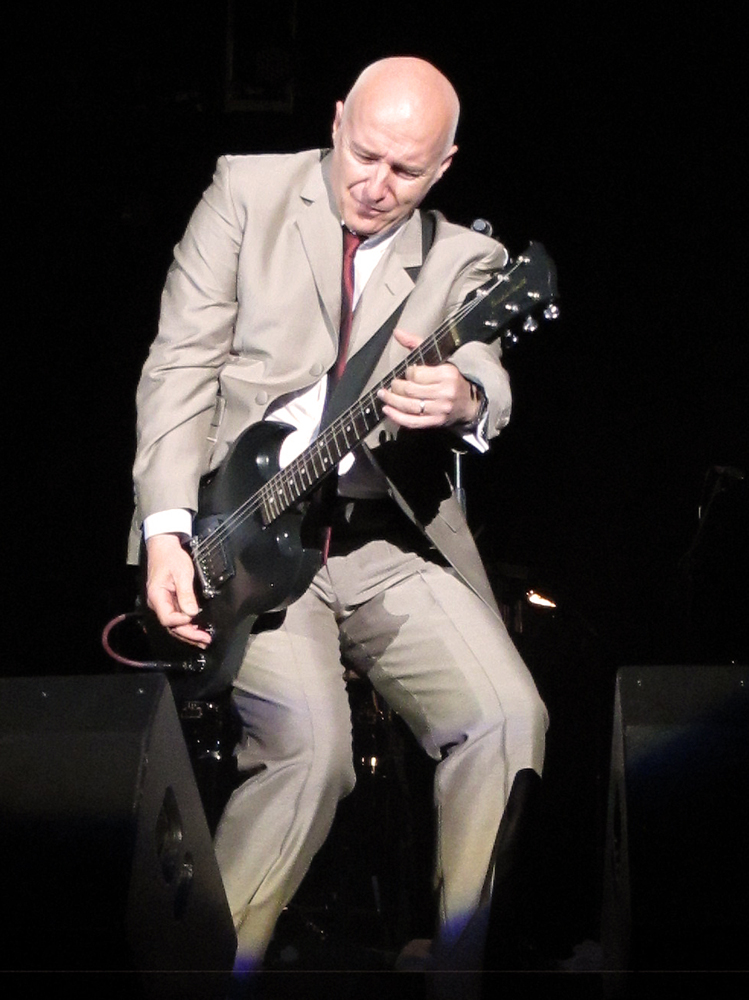
Midge Ure (2011)

James „Midge“ Ure, OBE (* 10. Oktober 1953 in Cambuslang, Lanarkshire, Schottland; bürgerlich James Ure) ist ein schottischer Rockmusik-Gitarrist und Singer-Songwriter. Seine größten Erfolge feierte er als Sänger der New-Wave-Band Ultravox und als Solokünstler in den Jahren 1980 bis 1985. Zusammen mit Bob Geldof gründete er 1984 das Hilfsprojekt Band Aid und organisierte die Benefizkonzerte Live Aid und Live 8. Zu seinen bekanntesten Liedern zählen Fade to Grey (mit Visage), Vienna und Dancing with Tears in My Eyes (mit Ultravox), Do They Know It’s Christmas? (mit Band Aid) und If I Was (solo). Für sein soziales Engagement erhielt Ure mehrere Auszeichnungen und Ehrendoktortitel.

## Karriere
James Ure wuchs in einfachen Verhältnissen in einem Vorort von Glasgow auf. Er besuchte dort die Cambuslang Primary School und die Rutherglen Academy. Als er zehn Jahre alt war, schenkten ihm seine Eltern die erste Gitarre. Seine erste elektrische Gitarre war eine gebrauchte Fender Stratocaster. Seine musikalischen Einflüsse waren zu dieser Zeit die Small Faces und The Yardbirds. Neben einer Ausbildung zum Schlosser in East Kilbride spielte er Gitarre in der lokalen Glasgower Band Stumble. Die Ausbildung brach er im Alter von 19 Jahren ab, um Berufsmusiker zu werden.

### Früher Werdegang als Bandmitglied
1972 begann Ure seine musikalische Laufbahn in der Hardrockband Salvation, die sich nach einer musikalischen Neuausrichtung zum Teenpop 1975 in Slik umbenannte. Er war zunächst Gitarrist und nach dem Ausstieg von Kevin McGinlay ab April 1974 auch Sänger. Die Band machte Bill Martin und Phil Coulter auf sich aufmerksam, die Slik bei Polydor unter Vertrag nahmen und aus der Band einen Glasgower Gegenentwurf zu den Bay City Rollers aus Edinburgh schufen. Martin und Coulter schrieben und produzierten die Songs. Im Gegensatz zu den Tartanoutfits der Bay City Rollers traten Slik in US-Collegekleidung und mit Kurzhaarfrisuren auf. Den ersten Fernsehauftritt hatte Ure mit Slik am Neujahrstag 1976 in der britischen Sendung Top Of The Pops. Am Valentinstag 1976 folgte Slik mit Forever and Ever auf ABBAs Mamma Mia an der Spitze der britischen Charts; Ure hatte im Alter von 22 Jahren seinen ersten nationalen Nummer-eins-Hit.
1975 schlug Malcolm McLaren Ure – nach dem Weggang von Warwick Nightingale – vor, als Sänger und Gitarrist für die damals noch namenlosen Sex Pistols zu arbeiten, was Ure aufgrund seiner Verpflichtungen bei Slik ablehnte. Unzufrieden mit dem Teenpop schloss sich Ure 1977 auf Vermittlung von Caroline Coon vom Melody Maker und Einladung des Ex-Sex Pistols-Bassisten Glen Matlock der Powerpopformation Rich Kids an, die bei EMI unter Vertrag war. Dort sammelte Ure erste Erfahrungen mit Synthesizern. Matlock und Ure hatten künstlerische Differenzen, so dass Ure die Band im Dezember 1978 nach einem Jahr und einem Album wieder verließ, um mit dem Schlagzeuger der Rich Kids, Rusty Egan, die Idee elektronisch beeinflusster Popmusik weiterzuverfolgen. Mit Egan arbeitete er während nicht mehr genutzter Studiozeiten der Rich Kids an Songs für eine Synthesizer-Popband.
Aufgrund seiner Freundschaft mit Phil Lynott von Thin Lizzy sprang er im Sommer 1979 für den kurz zuvor ausgestiegenen Gary Moore bei der USA-Tournee und einigen Konzerten der Hardrocker in Asien ein und schrieb an Get Out Of Here für das Album Black Rose mit. Für den Thin-Lizzy-Sampler The Continuing Saga of the Ageing Orphans spielte er bei einigen Songs die Gitarre. Zusammen mit Lynott komponierte er 1980 das Stück Yellow Pearl, das einige Jahre als Titelmelodie der englischen TV-Musiksendung Top of the Pops diente.

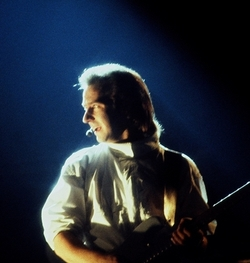
Midge Ure bei einem Konzert mit Ultravox (1984)

Nach einem kurzen Gastspiel bei der britischen Band Misfits gründete Ure 1978 zusammen mit Rusty Egan, seinem ehemaligen Bandkollegen bei Rich Kids und Steve Strange die New-Romantic-Band Visage. Er war außerdem Koproduzent des Projektes, für dessen Welthit Fade to Grey er 1980 den Text – darunter « Devenir gris » als französische Übersetzung des Songtitels – beisteuerte. Im Alter von 28 Jahren erreichte er auch außerhalb Großbritanniens die Chartspitze, unter anderem in Deutschland, wo die Single und das Debütalbum Visage jeweils mit einer Goldenen Schallplatte ausgezeichnet wurden. Durch das Visage-Projekt kam er in Kontakt mit Billy Currie von Ultravox. Im April 1979 schloss sich Ure der New-Wave-Band an und ersetzte den eine Solokarriere anstrebenden John Foxx als Sänger und Songwriter. Mit Midge Ure als Sänger, Songschreiber, Gitarrist und Keyboarder gelang Ultravox 1980 der kommerzielle Durchbruch bei Chrysalis Records. Zu den bekanntesten Hits zählten Vienna, Hymn und Dancing with Tears in My Eyes. Bei Ultravox arbeitete er mit den Produzenten Conny Plank (Krautrock) und George Martin (The Beatles) zusammen.
Seit dieser Zeit war Ure nicht nur als Musiker, sondern auch als Produzent und Regisseur von Musikvideos tätig. Er produzierte unter anderem für Visage und Ultravox, Phil Lynott und Steve Harley von Cockney Rebel und führte Regie bei Musikvideos von Ultravox, Fun Boy Three und Bananarama. 1982 veröffentlichte er sein erstes Solowerk, eine Version des Tom-Rush-Hits No Regrets, mit dem bereits die Walker Brothers 1975 erfolgreich waren. 1984 schrieb Ure mit Bob Geldof den Band-Aid-Welthit Do They Know It’s Christmas?, der zu den meistverkauften Singles in Großbritannien zählt und den er gemeinsam mit Trevor Horn produziert hatte. Ure war an den Vorbereitungen des ersten Live-Aid-Konzertes 1985 im Londoner Wembley-Stadion beteiligt, bei dem er sowohl mit Ultravox als auch in der All-Star-Band auftrat.

### Werdegang als Solokünstler
Noch als Mitglied bei Ultravox errichtete Ure ein eigenes Aufnahmestudio, das Musicfest-Studio in Chiswick, seinem damaligen Wohnort. Dort nahm er 1985 sein selbstproduziertes erstes Soloalbum The Gift mit den Hits If I Was und That Certain Smile auf. Die Songs komponierte Ure zusammen mit Danny Mitchell, der Ultravox bereits als zusätzliches Bandmitglied bei den Tourneen unterstützt hatte. Als Gastmusiker spielten Mark King von Level 42 (Bass), Mark Brzezicki von Big Country (Schlagzeug) und Kenny Hyslop von Slik (Schlagzeug) sowie Nigel Ross-Scott von Re-Flex (Bass) einige Songs ein. Ure coverte auf dem Debütalbum Living in The Past von Jethro Tull und widmete das Titelstück Charles Rennie Mackintosh. Nach der Veröffentlichung von U-Vox 1986 und der gleichnamigen Tournee löste sich Ultravox zwei Jahre später offiziell auf. Ures zweite Solo-LP Answers (Answers to Nothing) erschien 1988, wieder mit prominenten Gastmusikern wie Mark King, Mark Brzezicki, Mick Karn von Japan sowie Robin und Ali Campbell von UB40 und enthielt mit Sister and Brother auch ein Duett mit Kate Bush. Erneut in seinem eigenen Londoner Studio aufgenommen und von ihm selbst produziert, stammten diesmal neun der zehn Songs aus seiner Feder. 1990 erschien die Videokassette Answers – A Musical Biography, bestehend aus einem Interview mit Ure und Kommentaren von George Martin, Bob Geldof, Phil Collins sowie anderen Künstlern, mit denen er in den vergangenen 15 Jahren zusammengearbeitet hatte. Die Kassette enthielt außerdem Ausschnitte aus 16 Musikvideos seit seiner Zeit bei Slik. Das Lied Come the Day schrieb er zu dieser Zeit für den Film Die Klasse von 1999 (The Class of 1999) mit Malcolm McDowell und Stacy Keach.
Nach einem Wechsel des Plattenlabels veröffentlichte Ure 1991 bei Arista Records die Single Cold Cold Heart und das Album Pure, die beide keine hohen Chartplatzierungen erreichten. Als Gastmusiker waren neben Mark Brzezicki auch Josh Phillips-Gorse von Diamond Head am Mellotron und Paddy Moloney von den Chieftains am Dudelsack und der Flöte dabei. Neben Ure waren an den Kompositionen auch Danny Mitchell und die Backgroundsängerin Kate Stephenson beteiligt. Ure produzierte auch dieses in seinen Musicfest-Studios in Chiswick und auf Montserrat aufgenommene Album selbst. 1992 steuerte er das Titelthema zur Playboy Late Night Show bei. 1995 schrieb er das Lied My Wonderful Friends für den Zeichentrickfilm The Adventures of Mole sowie Trail of Tears für den Film Die Sache mit den Frauen (The Pompatus of Love, von und mit Jon Cryer). Der Song Breathe vom gleichnamigen Album von 1996 erlangte mit Hilfe eines Swatch-TV-Spots zwei Jahre später internationale Popularität. An dem von Dave Stewart unter dem Pseudonym Richard Feldman produzierten Album waren wieder zahlreiche populäre Gastmusiker beteiligt: Robert Fripp (Gitarre), Paddy Moloney (Dudelsack), David Palmer von ABC (Schlagzeug), Eric Bazilian von den Hooters (Mandoline), Shankar (Gesang, Violine), Liam O’Maonlai von den Hothouse Flowers (Gesang, Bodhrán) und Eleanor McEvoy (Gesang).
1998 wandte er sich wieder der Filmmusik zu und schrieb den Soundtrack für den Film Went To Coney Island (wieder von und mit Jon Cryer). 2001 erschienen das Album Move me (Hypertension Music) sowie das Studioalbum Little Orphans und mehrere Live-CDs, die nur auf seiner Homepage erhältlich sind. Am 20. April 2001 trug er auf dem Gedenkkonzert für Steve Marriott im Londoner Astoria eine Akustikversion des Small Faces-Hits My Mind’s Eye von 1966 vor (veröffentlicht auf Mustn’t Grumble). Im Oktober 2004 erschien seine Autobiografie mit dem Titel If I was….
Im Dezember 2005 war Midge Ure zusammen mit Roger Daltrey (The Who), Manfred Mann, John Miles und anderen namhaften Künstlern beim Projekt Night of the Proms vertreten und spielte einige seiner größten Erfolge im neuen Gewand mit Orchesterbegleitung. Mit seinen Veröffentlichungen Duet und Move me + (Re-Release) war er vom Herbst 2005 bis zum Frühjahr 2008 abwechselnd in Großbritannien und Deutschland auf seiner Solo Acoustic Tour in kleineren Klubs unterwegs.
An seinem 55. Geburtstag, dem 10. Oktober 2008, erschien in Deutschland sein Album 10 (Ten), mit dem sich Ure einen langgehegten Herzenswunsch erfüllte: Er coverte Songs, die seine persönliche musikalische Entwicklung prägend beeinflusst haben. Es waren jedoch nicht die großen Hits anderer Bands, sondern eher unbekanntere, leisere Songs, die Midge Ure neu interpretierte. Somit ist 10 kein typisches Midge-Ure-Album, sondern eher eine musikalische Retrospektive seines Musikerlebens.
Ende 2008 gab Ultravox ein Comeback in der 1980er-Jahre-Besetzung mit Ure, Billy Currie, Chris Cross und Warren Cann bekannt. Die anschließende Reunion-Tournee Return to Eden führte im Frühjahr 2009 und 2010 durch Großbritannien und andere europäische Länder, darunter Deutschland und die Schweiz. Die Band nahm zudem an mehreren Open-Air-Festivals in England, Belgien und Schweden teil. Im Mai 2012 wurde das Studioalbum Brilliant veröffentlicht.
Aufgrund der Krebserkrankung von Steve New gab Ure zusammen mit seiner ehemaligen Band Rich Kids am 7. Januar 2010 in der O2-Arena in Islington ein Wohltätigkeitskonzert. Steve New erlag am 24. Mai 2010 seinem Krebsleiden.
Im Frühjahr 2016 war Midge Ure mit „Rock Meets Classic“ auf Deutschland-Tournee.

## Soziales Engagement

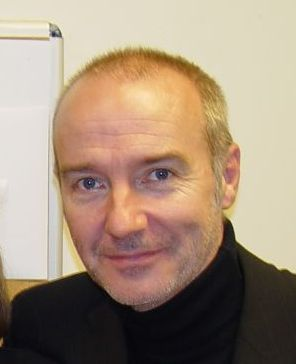
Midge Ure (2004)

Midge Ure ist zusammen mit Bob Geldof Gründungsmitglied des Band Aid Trust, der ursprünglich für die Linderung des Hungers in Äthiopien gegründet wurde. Er organisierte die Konzerte Live Aid (Motto: “Feed The World”) 1985 in London und 20 Jahre später Live 8 (Motto: “Make Poverty History”) in Edinburgh.
Von 1986 bis 1988 war er der musikalische Direktor bei den Konzerten für den Prince’s Trust, einer wohltätigen Organisation des Prince of Wales, die benachteiligte Jugendliche und junge Erwachsene unterstützt.
Am 11. Juni 1988 setzte er sich für die Freilassung des späteren südafrikanischen Präsidenten Nelson Mandela ein und wirkte beim Benefizkonzert anlässlich des 70. Geburtstages des damals inhaftierten ANC-Führers in London mit.
Midge Ure ist Botschafter für die Kinderhilfsorganisation Save the Children. Er reiste in dieser Funktion in den letzten Jahren nach Äthiopien und Sierra Leone.
Er engagiert sich bei Nordoff Robbins, einer Organisation für Musiktherapie.

## Auszeichnungen
Zahlreiche Singles und Alben, an denen Midge Ure beteiligt war, erreichten Silber-, Gold- oder Platin-Status.
Für den Song Do They Know It’s Christmas erhielten Bob Geldof und Ure jeweils den Ivor Novello Award und den Special BRIT Award.
1986 war Ure für den BRIT-Award als Best British Male nominiert.
1988 erhielt Ure als Musikalischer Direktor der Prince’s Trust Konzerte den Grammy für das Beste Konzert-Musikvideo.
2005 wurde Midge Ure von Elisabeth II. in Anerkennung um seine Verdienste um die Musik und die Afrikahilfe in den Adelsstand erhoben. Die Königin ernannte ihn zum Officer of the Order of the British Empire (OBE). Ure trägt daher keinen Sir vor seinem Namen, während Geldof als Knight Commander of the Order of the British Empire (KBE) seit seiner Adelung mit Sir Bob angeredet wird, obwohl er als irischer Staatsbürger ebenfalls kein Anrecht auf den Sir vor seinem Namen hat.
Im gleichen Jahr erhielt Ure die Ehrendoktorwürde als Doktor der Künste von der Abertay-Universität in Dundee für sein 30-jähriges künstlerisches Werk und soziales Engagement.
Für seine besonderen Verdienste um die britische Popmusik verlieh ihm die Universität Edinburgh im Sommer 2006 die Ehrendoktorwürde eines Doktors der Musik.
2007 verlieh ihm die Universität Paisley den dritten Ehrendoktortitel für seinen Beitrag zur schottischen Kultur und sein soziales Engagement.
Den vierten Dr. h.c. erhielt er im November 2008 von der Universität Glasgow für seine musikalischen und humanitären Errungenschaften.
Die fünfte Ehrung folgte im Dezember 2010 von der Universität Bath, die ihm die Ehrendoktorwürde der Rechte zusprach.
2010 wurde er Companion des Liverpool Institute for Performing Arts.
2015 erhielt er zusammen mit Bob Geldof den Ivor Novello Award in der Kategorie The Ivors Special Anniversary Award für die gemeinsame Arbeit an den Band-Aid-Projekten.

## Privates

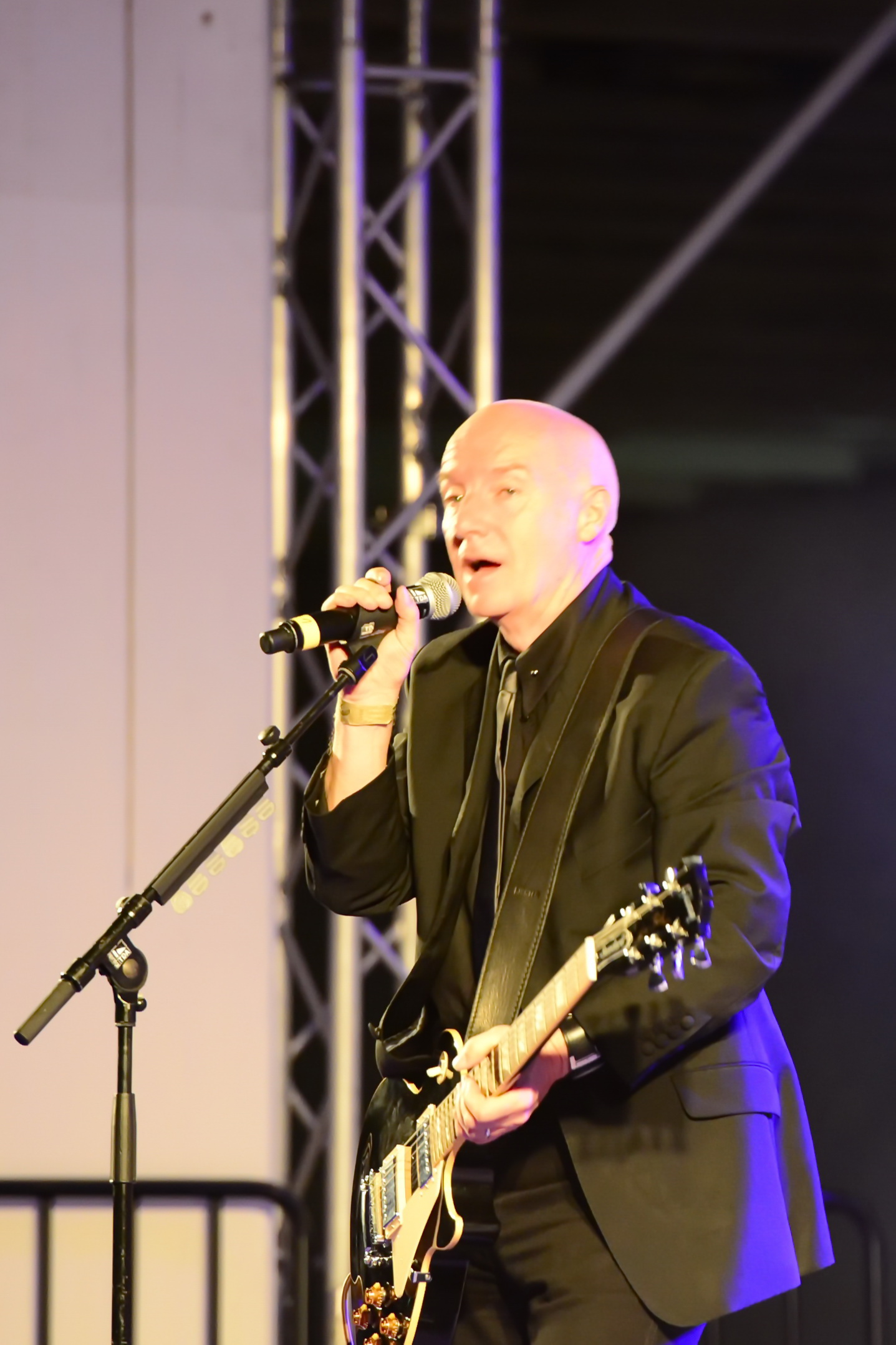
Midge Ure (2014)

Der Name Midge stammt aus der Zeit vor Slik, wo neben Jim Ure auch Jim McGinlay spielte. Um Verwechslungen bei den Vornamen auszuschließen, drehte Ure auf Vorschlag von Kevin McGinlay 1972 seinen Vornamen um; aus Jim wurde Mij respektive Midge.
Als Autosammler besaß er in den 1980er-Jahren zahlreiche Willys-Jeeps.
Ihm gehörte ein Haus auf der Karibikinsel Montserrat, das bei einem Vulkanausbruch 1995 verwüstet wurde. Auf der Insel betrieb auch George Martin sein zweites AIR Studio, bis es 1989 durch den Hurrikan Hugo zerstört wurde.
Ure ist trockener Alkoholiker.
Neben der Musik kocht Midge Ure gerne. Er trat 2007 in der englischen Prominentenkochsendung Celebrity Masterchef auf und erreichte die finale Runde.
Im Juni 2011 trat er in der britischen Unterhaltungsserie Popstar to Operastar auf, sang als Herzog von Mantua die Arie Questa O Quella (dt. Ob Diese oder Jene) aus dem ersten Akt von Verdis Rigoletto, verlor jedoch im Stechen knapp gegen Melody Thornton und schied in der ersten Runde aus.
Midge Ure ist seit 2003 in zweiter Ehe mit Sheridan Forbes verheiratet. Seine erste Ehe mit der britischen Schauspielerin und TV-Moderatorin Annabel Giles, die er bei den Dreharbeiten zu dem Video Lament von Ultravox 1984 kennenlernte und am 30. Dezember 1985 auf Montserrat geheiratet hatte, wurde 1989 geschieden. Aus dieser Ehe stammt seine Tochter Molly Lorenne (* 1987), ehemalige Sängerin der 2006 aufgelösten Band The Faders. Ure lebt mit seiner zweiten Frau und den drei gemeinsamen Töchtern in Box nahe Bath im Südwesten Englands.
Seine Autobiografie If I Was wurde von ihm 2014 auf den neuesten Stand gebracht. Als jemand, der gerne an technische Grenzen geht, brachte er sie als Audiobook mit über 13 Stunden Material in Form eines USB-Sticks in Kartenform heraus.

## Diskografie
- Siehe auch: Diskografie von Slik, Diskografie der Rich Kids, Diskografie von Visage und Diskografie von Ultravox

### Studioalben
| Jahr | Titel              | Höchstplatzierung, Gesamtwochen, AuszeichnungChartplatzierungen (Jahr, Titel, Platzierungen, Wochen, Auszeichnungen, Anmerkungen) | Höchstplatzierung, Gesamtwochen, AuszeichnungChartplatzierungen (Jahr, Titel, Platzierungen, Wochen, Auszeichnungen, Anmerkungen) | Höchstplatzierung, Gesamtwochen, AuszeichnungChartplatzierungen (Jahr, Titel, Platzierungen, Wochen, Auszeichnungen, Anmerkungen) | Höchstplatzierung, Gesamtwochen, AuszeichnungChartplatzierungen (Jahr, Titel, Platzierungen, Wochen, Auszeichnungen, Anmerkungen) | Höchstplatzierung, Gesamtwochen, AuszeichnungChartplatzierungen (Jahr, Titel, Platzierungen, Wochen, Auszeichnungen, Anmerkungen) | Anmerkungen                          |
| Jahr | Titel              | DE | AT | CH | UK | US | Anmerkungen                          |
| ---- | ------------------ | --- | --- | --- | --- | --- | ------------------------------------ |
| 1985 | The Gift           | DE28 (11 Wo.)DE | — | — | UK2 Gold · (15 Wo.)UK | — | Erstveröffentlichung: Oktober 1985   |
| 1988 | Answers to Nothing | — | — | — | UK30 (3 Wo.)UK | US88 (16 Wo.)US | Erstveröffentlichung: September 1988 |
| 1991 | Pure               | — | — | — | UK36 (2 Wo.)UK | — | Erstveröffentlichung: September 1991 |
| 1996 | Breathe            | DE63 (6 Wo.)DE | AT10 (15 Wo.)AT | CH22 (7 Wo.)CH | UK95 (1 Wo.)UK | — | Erstveröffentlichung: Juni 1996      |
| 2000 | Move Me            | — | — | — | — | — | Erstveröffentlichung: September 2000 |
| 2008 | 10                 | — | — | — | — | — | Erstveröffentlichung: September 2008 |
| 2014 | Fragile            | — | — | — | UK66 (1 Wo.)UK | — | Erstveröffentlichung: Juli 2014      |
| 2017 | Orchestrated       | — | — | — | UK33 (2 Wo.)UK | — | Erstveröffentlichung: Dezember 2017  |

### Livealben
- 1999: Live in Concert
- 2001: A Glorious Noise – Breathe Live
- 2002: Intimate Moments
- 2002: One Night in Scotland – Nov 21st 1988
- 2002: Once Upon a Time in America (CD + DVD)
- 2004: Septemberfest Official Bootleg
- 2005: Re*Live – Sampled, Looped & Trigger Happy on Tour
- 2006: Duet mit Troy Donockley
- 2007: A Live Christmas Gift
- 2008: Intimate Moments 2 (CD + DVD)
- 2013: Live in Chicago
- 2015: Breathe Again: Live and Extended

### Kompilationen
| Jahr | Titel                                            | Höchstplatzierung, Gesamtwochen, AuszeichnungChartsChartplatzierungen (Jahr, Titel, Platzierungen, Wochen, Auszeichnungen, Anmerkungen) | Anmerkungen                                     |
| Jahr | Titel                                            | UK | Anmerkungen                                     |
| ---- | ------------------------------------------------ | --- | ----------------------------------------------- |
| 1993 | If I Was – The Very Best of Midge Ure & Ultravox | UK10 Silber · (6 Wo.)UK | Erstveröffentlichung: Februar 1993 mit Ultravox |
| 2001 | The Very Best of Midge Ure & Ultravox            | UK45 (2 Wo.)UK | Erstveröffentlichung: Oktober 2001 mit Ultravox |
| 2019 | Soundtrack: 1978–2019                            | UK75 (1 Wo.)UK | Erstveröffentlichung: September 2019            |

Weitere Kompilationen
- 1997: If I Was
- 2000: No Regrets
- 2004: Finest (mit Ultravox)
- 2009: Pure + Breathe...Plus
- 2013: The Works

### Singles
| Jahr | Titel Album                      | Höchstplatzierung, Gesamtwochen, AuszeichnungChartplatzierungen (Jahr, Titel, Album, Platzierungen, Wochen, Auszeichnungen, Anmerkungen) | Höchstplatzierung, Gesamtwochen, AuszeichnungChartplatzierungen (Jahr, Titel, Album, Platzierungen, Wochen, Auszeichnungen, Anmerkungen) | Höchstplatzierung, Gesamtwochen, AuszeichnungChartplatzierungen (Jahr, Titel, Album, Platzierungen, Wochen, Auszeichnungen, Anmerkungen) | Höchstplatzierung, Gesamtwochen, AuszeichnungChartplatzierungen (Jahr, Titel, Album, Platzierungen, Wochen, Auszeichnungen, Anmerkungen) | Höchstplatzierung, Gesamtwochen, AuszeichnungChartplatzierungen (Jahr, Titel, Album, Platzierungen, Wochen, Auszeichnungen, Anmerkungen) | Anmerkungen                                                      |
| Jahr | Titel Album                      | DE | AT | CH | UK | US | Anmerkungen                                                      |
| ---- | -------------------------------- | --- | --- | --- | --- | --- | ---------------------------------------------------------------- |
| 1982 | No Regrets –                     | — | — | — | UK9 (10 Wo.)UK | — | Erstveröffentlichung: Mai 1982                                   |
| 1983 | After a Fashion –                | — | — | — | UK39 (4 Wo.)UK | — | Erstveröffentlichung: Juni 1983 mit Mick Karn                    |
| 1985 | If I Was The Gift                | DE2 (15 Wo.)DE | AT6 (10 Wo.)AT | CH16 (7 Wo.)CH | UK1 Silber · (14 Wo.)UK | — | Erstveröffentlichung: 2. September 1985                          |
| 1985 | That Certain Smile The Gift      | DE54 (5 Wo.)DE | — | — | UK28 (4 Wo.)UK | — | Erstveröffentlichung: November 1985                              |
| 1986 | Wastelands The Gift              | — | — | — | UK46 (3 Wo.)UK | — | Erstveröffentlichung: Januar 1986                                |
| 1986 | Call of the Wild The Gift        | — | — | — | UK27 (8 Wo.)UK | — | Erstveröffentlichung: Juni 1986                                  |
| 1988 | Answers to Nothing               | — | — | — | UK49 (4 Wo.)UK | — | Erstveröffentlichung: August 1988                                |
| 1988 | Dear God Answers to Nothing      | — | — | — | UK55 (4 Wo.)UK | US95 (5 Wo.)US | Erstveröffentlichung: November 1988                              |
| 1991 | Cold, Cold Heart Pure            | DE47 (10 Wo.)DE | AT26 (2 Wo.)AT | — | UK17 (7 Wo.)UK | — | Erstveröffentlichung: August 1991                                |
| 1996 | Breathe                          | DE12 (19 Wo.)DE | AT1 Platin · (16 Wo.)AT | CH17 (23 Wo.)CH | UK70 (1 Wo.)UK | — | Erstveröffentlichung: März 1996                                  |
| 2007 | Personal Heaven Lost in Paradise | DE64 (2 Wo.)DE | — | — | — | — | Erstveröffentlichung: März 2007 X-Perience feat. Midge Ure       |
| 2009 | The Voice Volume 10              | DE71 (3 Wo.)DE | — | — | — | — | Erstveröffentlichung: August 2009 The Disco Boys feat. Midge Ure |

Weitere Singles
- 1982: The Man Who Sold the World
- 1989: Sister and Brother (mit Kate Bush)
- 1989: Just for You
- 1991: I See Hope in the Morning Light
- 1992: Let It Go?
- 1996: Guns and Arrows
- 1998: Fields of Fire
- 1998: Bright Eyes / Vienna (Royal Philharmonic Orchestra feat. Mike Batt und Midge Ure)
- 2000: You Move Me
- 2000: We Came to Dance (Tron feat. Midge Ure)
- 2001: Beneath a Spielberg Sky
- 2006: Alone
- 2008: Two
- 2014: Taking Back My Time (mit Stephen Emmer)
- 2014: Become
- 2015: Dark Dark Night (Midge Ure feat. Moby)

### Videoalben
- 2004: If I Was – Sampled, Looped & Trigger Happy on Tour
- 2005: Hammer Summer 2005